# Отдача от масштаба
Отдача от масштаба (англ. returns to scale) — показатель, определяющий объем выпуска от изменения масштаба производства. Если увеличивается количество всех факторов в одно и то же число {\displaystyle a}—раз и объем выпуска возрастает также в {\displaystyle a}—раз, то это функция с постоянной отдачей от масштаба. Если выпуск возрастает более чем в {\displaystyle a}—раз, то это возрастающая отдача от масштаба. Если выпуск возрастает менее чем в {\displaystyle a}—раз — это убывающая отдача от масштаба. 

## Определение
Согласно Британнике отдача от масштаба — это количественные изменения в производстве фирмы или отрасли в результате пропорционального увеличения всех затрат (факторов производства).
Отдача от масштаба и эффект масштаба взаимосвязаны, но имеют разные концепции того, что происходит по мере увеличения масштаба производства в долгосрочном периоде, когда все уровни затрат, включая использование физического капитала, являются переменными (выбираются предприятием). Отдача от масштаба возникает в контексте производственной функции предприятия, объясняется поведением темпа роста выпуска (производства) относительно связанного с ним увеличения затрат (факторов производства) в долгосрочном периоде. В долгосрочном периоде все факторы производства изменчивы и могут изменяться в связи с определенным увеличением размера (масштаба). Эффект масштаба показывает влияние повышения уровня производства на единицу затрат, а отдача от масштаба определяется только соотношением между объемами используемых ресурсов и выпуском.

## Однородность производственной функции
Производственная функция называется однородной, если при увеличении количества всех производственных ресурсов в {\displaystyle a} раз выпуск увеличивается в {\displaystyle a} раз, то есть {\displaystyle \ F(aK,aL)=aF(K,L)}. Показатель {\displaystyle a} определяет степень однородности функции, и если равенство для данной производственной функции не выполняется, то производственная функция — неоднородная. Где {\displaystyle K} — это единица капитала, {\displaystyle L} — единица рабочей силы, {\displaystyle a} — параметр увеличение/уменьшение в {\displaystyle a}—раз, тогда для производственной функции {\displaystyle \ F(K,L)} при {\displaystyle a>1}:
- {\displaystyle \ F(aK,aL)>aF(K,L)} — возрастающая отдача от масштаба;
- {\displaystyle \ F(aK,aL)=aF(K,L)} — постоянная отдача от масштаба;
- {\displaystyle \ F(aK,aL)<aF(K,L)} — убывающая отдача от масштаба.

На рисунках 1, 2, 3 лучи, проведенные из начала координат, являются линиями роста. Линия роста определяет технически возможные пути расширения производства предприятия, переход с более низкой на более высокую изокванту. Среди возможных линий роста — изоклиналь, вдоль которой предельная норма технического замещения ресурсов при любом объеме выпуска постоянна. Для однородной производственной функции изоклиналь представляется лучом, проведенным из начала координат, вдоль которого предельная норма технического замещения и соотношение {\displaystyle K/L} имеют одно и то же значение.
| - Рисунок 1. Постоянная отдача от масштаба - Рисунок 2. Возрастающая отдача от масштаба - Рисунок 3. Убывающая отдача от масштаба |